# Mitophis calypso
Pour les articles homonymes, voir Calypso (homonymie).
Espèce
Synonymes
- Leptotyphlops calypso 
Thomas, McDiarmid & Thompson, 1985

Mitophis calypso est une espèce de serpents de la famille des Leptotyphlopidae.

## Répartition
Cette espèce est endémique d'Hispaniola.

## Description
Mitophis calypso mesure entre 130 et 199 mm dont 5,8 à 8,9 mm pour la queue et dont la largeur de la tête mesure entre 1,88 et 2,14 mm.

## Étymologie
Son nom d'espèce, du verbe grec ancien καλύπτω, « couvrir, envelopper, cacher », lui a été donné en référence au fait que cette espèce est bien cachée dans la nature. Par ailleurs Calypso est une nymphe de la mer et le calypso une musique de Caraïbe même si elle ne fait pas partie de la tradition de l'île d'Hispaniola où a été découverte cette espèce.

## Publication originale
- Thomas, McDiarmid & Thompson, 1985 : Three new species of thread snakes (Serpentes: Leptotyphlopidae) from Hispaniola. Proceedings of the Biological Society of Washington, vol. 98, p. 204-220 (texte intégral).